# Troll (2022)
Troll ist ein Monsterfilm des norwegischen Regisseurs Roar Uthaug. Der Fantasyfilm wurde am 1. Dezember 2022 auf Netflix veröffentlicht.

## Handlung
Bei Sprengarbeiten für einen Eisenbahntunnel in den Bergen der norwegischen Dovre-Kommune kommt es zu einem Unglück mit zahlreichen Toten. Videoaufnahmen zeigen ein unbekanntes Wesen sowie gigantische Fußabdrücke. Die Regierung bittet daraufhin die Paläontologin Nora Tidemann um Hilfe. Als die Wissenschaftlerin und das Militär die Fährte des Wesens im Gebirge verlieren, sucht sie ihren Vater Tobias, einen Spezialisten für Nordische Mythologie auf, mit dem sie sich zerstritten hatte. Mit seiner Hilfe identifizieren sie das Wesen als Troll und finden den steinernen Riesen.
Weder mit modernen Waffen noch durch Rückgriff auf die folkloristische Überlieferung, ein Troll könne den Klang christlicher Glocken nicht ausstehen, gelingt es dem Militär, den Troll auf seinem Weg zur norwegischen Hauptstadt Oslo aufzuhalten. Bei einem Kampf verliert Tobias Tidemann das Leben. Letztlich gibt die Regierung die Freigabe zur Nutzung einer atomaren Waffe und nimmt damit die Zerstörung der Hauptstadt in Kauf. Von ihrem sterbenden Vater bekam Tidemann einen Hinweis darauf, dass das Königliche Schloss in Oslo auf den Ruinen einer alten Trollburg erbaut wurde. Bei der Untersuchung der dort liegenden Knochen der Familie des Trollkönigs stellt Tidemann fest, dass die Überreste unter Einwirkung von UV-Licht zerfallen. Sie erkennt, dass die Erzählungen stimmen müssen, denen zufolge Trolle im Sonnenlicht zu leblosem Stein werden. Während die Regierung und obersten Generäle den nuklearen Schlag vorbereiten, locken Tidemann und ihre Verbündeten den Troll mit Hilfe eines Trollkindschädels auf der Ladefläche eines Pick-up der norwegischen Königin aus der Stadtmitte. Eine Militäreinheit um Kapitän Kristoffer Holm will mit starkem Licht das Ungetüm vernichten und so die Zerstörung der Stadt verhindern.
Als die Scheinwerfer dem Troll sichtlich Schmerz zufügen, kommen Tidemann Skrupel. Sie schaltet die Scheinwerfer ab und versucht, das Monster zur Rückkehr in die Berge zu überreden. Doch der Tag bricht an und die Sonnenstrahlen lassen den Troll versteinern.

## Rezeption
Das Lexikon des internationalen Films schreibt: „Der Film speist vertraute Monsterfilm-Muster mit nordischer Mythologie und wandelt recht bieder in den Spuren der Vorbilder. Visuell sorgfältig umgesetzt und in der Figurenzeichnung originell, ist er nichtsdestotrotz solide unterhaltsam.“
Peter Osteried nannte den Film auf Kinofans.com ein „..durchaus spannendes, gut unterhaltendes Fantasy-Spektakel..“, lobte neben den Effekten auch die Action, zog jedoch das Fazit, dass es sich „doch nur [um] eine ziemliche Standardgeschichte [handele]“.
Dani Maurer vom Schweizer Kinoportal Outnow lobte, Troll sei ein „..herrlicher Film geworden, der den Vergleich über den grossen Teich nicht zu scheuen braucht“ und lobte die überzeugende Darstellung der Schauspieler.

## Synchronisation
Eine deutschsprachige Synchronisation wurde nach dem Dialogbuch und der Dialogregie von Uwe Cramer von der Synchronfirma Eclair Studios Germany in Berlin durchgeführt.
| Rolle                                     | Schauspieler                     | Synchronsprecher     |
| ----------------------------------------- | -------------------------------- | -------------------- |
| Andreas Isaksen                           | Kim Falck                        | Dennis Herrmann      |
| Berit Moberg                              | Anneke von der Lippe             | Monica Bielenstein   |
| Chef der Verteidigung Gen. Sverre Lunde   | Dennis Storhøi                   | Erich Räuker         |
| Cpt. Kristoffer Holm                      | Mads Sjøgård Pettersen           | Konrad Bösherz       |
| Dr. David Secord                          | Ollie Campbell                   | Thomas Schmuckert    |
| Lars Gundersen                            | Trond Magnum                     | Michael Tietz        |
| Nora Tidemann                             | Ine Marie Wilmann                | Marieke Oeffinger    |
| Nora Tidemann (jung)                      | Ameli Olving Sælevik             | Nina Schatton        |
| Oddrun Gundersen                          | Ingrid Vollan                    | Agnes Hilpert        |
| Professor Wangel                          | Duc Paul Mai-The                 | Mario Klischies      |
| Richter Rikard Sinding                    | Bjarne Hjelde                    | Georg Tryphon        |
| Sigrid Hodne                              | Karoline Viktoria Slette Garvang | Jessica Rust         |
| Tobias Tidemann                           | Gard B. Eidsvold                 | Hanns Jörg Krumpholz |
| Verteidigungsminister Frederick Markussen | Fridtjov Såheim                  | Christian Gaul       |